# Секретёв (Обливский район)
Секретёв — хутор в Обливском районе Ростовской области.
Входит в состав Обливского сельского поселения.

## География
Единственная улица в населённом пункте — улица Песчаная.

## История
Хутор Секретёв назван в честь Пётра Тимофеевича Секретёва (Секретова) (1782—1832) — донского казака, полковника, героя войн против Наполеона. Эти земли были дарованы Петру Тимофеевичу в награду за участие в войнах.

## Население
| 2010 |
| ---- |
| 10   |